# Roseto degli Abruzzi
Roseto degli Abruzzi es un municipio situado en el territorio de la Provincia de Teramo, en Abruzos (Italia).

## Demografía
| Gráfica de evolución demográfica de Roseto degli Abruzzi entre 1861 y 2001 |
|                                                                            |
| Fuente ISTAT - elaboración gráfica de Wikipedia                            |

## Personajes ilustres
Un personaje ilustre de esta comarca es el artista Gianluca Ginoble, integrante del trío de pop lírico Il Volo